# Salon de thé
Pour la construction, voir Theekoepel.

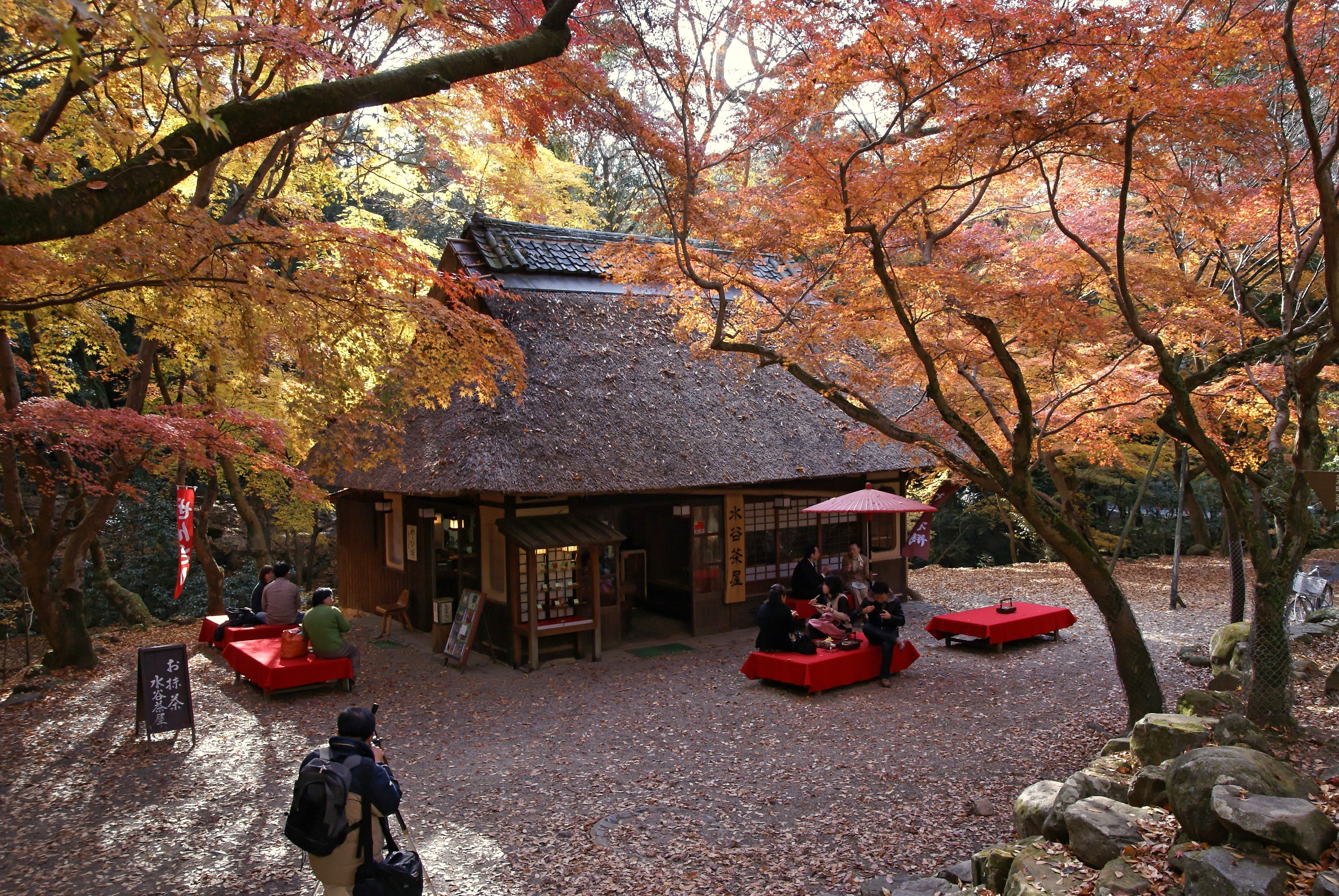
Mizutani-tyaya à Nara, Japon (2007).

Un salon de thé est un endroit public de détente dans lequel est vendu du thé en vrac que l'on peut le plus souvent goûter sur place. Des pâtisseries et des gâteaux sucrés ou salés y sont également proposés en guise d'accompagnement. Certains salons de thé mettent à la disposition des clients des chichas. Ces structures sont majoritairement présentes au Moyen-Orient et en Asie.

## Histoire

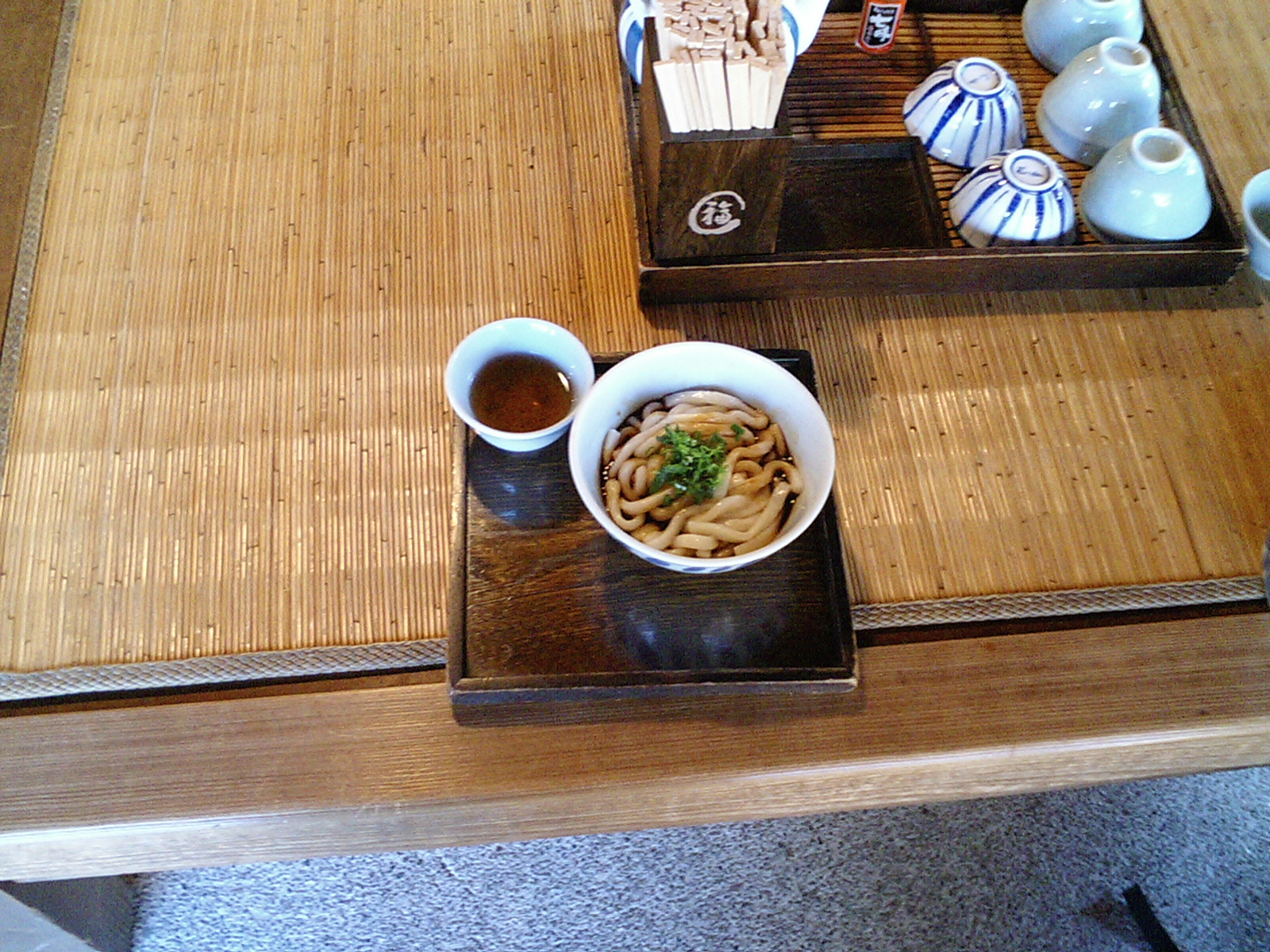
Salon de thé au Japon.

Au début du XXe siècle, le salon de thé est, la plupart du temps, un lieu où les femmes sont disposées à se réunir autour d'un breuvage. Il représente également un lieu de rendez-vous littéraire où la nourriture peut alors être tant intellectuelle que matérielle.
En Chine, les salons de thé ou maisons de thé (茶館 / 茶馆, cháguǎn) sont également des lieux de détente traditionnels, où l'on vend ou on sert un grand nombre de variétés de thé, soit en dégustation, soit en groupe autour d'un plateau à thé dans un salon privé. Les plus anciennes maisons de thé connues dans l'Histoire ont ouvert au temps de la dynastie Tang, avant l'année 740.
Au Japon, on parle de chashitsu (茶室), terme signifiant littéralement « salle de thé », mais également utilisé pour désigner un pavillon ou une maison de thé.

## Économie
Dans les grandes villes touristiques comme Pékin, certaines maisons de thé servent aujourd'hui de base à un hameçonnage connu : un touriste est abordé dans la rue par un jeune homme ou une jeune fille parlant bien anglais, qui l'invite à venir déguster du thé. La salle mise en cause est toujours en étage ou éloignée de la rue. Après plusieurs petites tasses de thés variés, le touriste apprend qu'il a consommé des thés extrêmement coûteux et est invité à sortir sa carte bancaire.

## Ukiyo-e
|  |  |  |

|  |  |  |